# Diócesis de El Paso
La diócesis de El Paso (en latín: Dioecesis Elpasensis y en inglés: Roman Catholic Diocese of El Paso) es una circunscripción eclesiástica de la Iglesia católica en Estados Unidos. Se trata de una diócesis latina, sufragánea de la arquidiócesis de San Antonio. Desde el 6 de mayo de 2013 su obispo es Mark Joseph Seitz.

## Territorio y organización

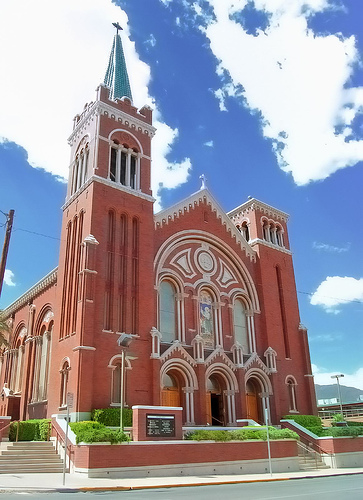
Vista frontal de la catedral

La diócesis tiene 69 090 km² y extiende su jurisdicción sobre los fieles católicos de rito latino residentes en el estado de Texas en los 10 condados de: Brewster, Culberson, El Paso, Hudspeth, Jeff Davis, Loving, Presidio, Reeves, Ward y Winkler.
La sede de la diócesis se encuentra en la ciudad de El Paso, en donde se halla la Catedral de San Patricio.
En 2021 en la diócesis existían 99 parroquias agrupadas en 7 vicariatos.

## Historia
La diócesis fue erigida el 3 de marzo de 1914 tomando el territorio de las diócesis de Dallas, San Antonio y Tucson.
Originalmente sufragánea de la arquidiócesis de Santa Fe, pasó a formar parte de la provincia eclesiástica de la arquidiócesis de San Antonio el 3 de agosto de 1926.
El 16 de octubre de 1961 cedió una porción de su territorio para la erección de la diócesis de San Ángelo mediante la bula Qui Dei consilio del papa Juan XXIII.
El 17 de agosto de 1982 cedió otra porción de su territorio para la erección de la diócesis de Las Cruces mediante la bula Postulat munus del papa Juan Pablo II.

## Estadísticas
Según el Anuario Pontificio 2022 la diócesis tenía a fines de 2021 un total de 718 503 fieles bautizados.
| Año                                                                             | Población            | Población | Población      | Sacerdotes | Sacerdotes    | Sacerdotes    | Bautizados por sacerdote | Diáconos permanentes | Religiosos | Religiosos | Parroquias |
| Año                                                                             | Bautizados católicos | Total     | % de católicos | Total      | Clero secular | Clero regular | Bautizados por sacerdote | Diáconos permanentes | Varones    | Mujeres    | Parroquias |
| ------------------------------------------------------------------------------- | -------------------- | --------- | -------------- | ---------- | ------------- | ------------- | ------------------------ | -------------------- | ---------- | ---------- | ---------- |
| 1950                                                                            | 144 591              | 427 939   | 33.8           | 127        | 46            | 81            | 1138                     |                      | 89         | 404        | 52         |
| 1966                                                                            | 200 000              | 620 000   | 32.3           | 175        | 93            | 82            | 1142                     |                      | 209        | 401        | 70         |
| 1970                                                                            | 185 000              | 700 000   | 26.4           | 211        | 134           | 77            | 876                      |                      | 105        | 386        | 68         |
| 1976                                                                            | 216 000              | 654 213   | 33.0           | 166        | 93            | 73            | 1301                     | 1                    | 137        | 340        | 72         |
| 1980                                                                            | 264 510              | 811 000   | 32.6           | 172        | 97            | 75            | 1537                     | 33                   | 127        | 375        | 79         |
| 1990                                                                            | 435 000              | 650 000   | 66.9           | 126        | 73            | 53            | 3452                     | 26                   | 103        | 211        | 51         |
| 1999                                                                            | 597 275              | 784 511   | 76.1           | 132        | 92            | 40            | 4524                     | 14                   | 16         | 247        | 58         |
| 2000                                                                            | 612 207              | 793 210   | 77.2           | 132        | 92            | 40            | 4637                     | 14                   | 83         | 243        | 58         |
| 2001                                                                            | 630 573              | 798 763   | 78.9           | 134        | 92            | 42            | 4705                     | 14                   | 83         | 247        | 58         |
| 2002                                                                            | 648 340              | 799 843   | 81.1           | 123        | 86            | 37            | 5271                     | 11                   | 77         | 253        | 58         |
| 2003                                                                            | 647 000              | 801 000   | 80.8           | 123        | 86            | 37            | 5260                     | 11                   | 77         | 241        | 58         |
| 2004                                                                            | 656 035              | 811 739   | 80.8           | 117        | 81            | 36            | 5607                     | 11                   | 75         | 254        | 58         |
| 2006                                                                            | 668 000              | 827 000   | 80.8           | 107        | 67            | 40            | 6242                     | 14                   | 75         | 162        | 54         |
| 2013                                                                            | 689 549              | 877 940   | 78.5           | 111        | 68            | 43            | 6212                     | 25                   | 68         | 118        | 57         |
| 2016                                                                            | 693 793              | 884 407   | 78.4           | 110        | 65            | 45            | 6307                     | 35                   | 63         | 103        | 57         |
| 2019                                                                            | 720 226              | 900 283   | 80.0           | 115        | 65            | 50            | 6262                     | 33                   | 68         | 100        | 60         |
| 2021                                                                            | 718 503              | 900 380   | 79.8           | 118        | 72            | 46            | 6089                     | 28                   | 60         | 100        | 99         |
| Fuente: Catholic-Hierarchy, que a su vez toma los datos del Anuario Pontificio. |                      |           |                |            |               |               |                          |                      |            |            |            |

## Episcopologio
- John J. Brown, S.I. † (22 de enero de 1915-junio de 1915 renunció) (obispo electo)

- Anthony Joseph Schuler, S.I. † (17 de junio de 1915-29 de noviembre de 1942 renunció[nota 2])
- Sidney Matthew Metzger † (29 de noviembre de 1942-17 de marzo de 1978 retirado)
- Patrick Fernández Flores † (4 de abril de 1978-23 de agosto de 1979 nombrado arzobispo de San Antonio)
- Raymundo Joseph Peña † (29 de abril de 1980-23 de mayo de 1994 nombrado obispo de Brownsville)
- Armando Xavier Ochoa (1 de abril de 1996-1 de diciembre de 2011 nombrado obispo de Fresno)
- Mark Joseph Seitz, desde el 6 de mayo de 2013